# Jeanne Modigliani
Pour les articles homonymes, voir Modigliani (homonymie).
Jeanne Modigliani, née Jeanne Hébuterne le 29 novembre 1918 à Nice et morte le 27 juillet 1984, est la fille du peintre de l'École de Paris Amedeo Modigliani (1884-1920) et de sa compagne Jeanne Hébuterne (1898-1920), également artiste peintre et traductrice.

## Biographie
Le surlendemain de la mort d'Amedeo Modigliani, le 24 janvier 1920, sa jeune compagne Jeanne Hébuterne, alors enceinte de neuf mois, se suicide en se défenestrant. Leur fille Giovanna, âgée de quatorze mois et alors en nourrice, est recueillie et élevée à Livourne par sa grand-mère et sa tante paternelles, Eugénie Garsin-Modigliani et sa fille célibataire Margherita Modigliani. Celle-ci, qui lui parle davantage de son père, l'emmène en 1930 à la Biennale de Venise voir une rétrospective de ses œuvres qui la laisse à l'époque relativement indifférente.
Plus tard Jeanne épouse l'économiste italien Mario Cesare Silvio Levi, frère de Natalia Ginzburg. Durant la Seconde Guerre mondiale, elle rejoint la Résistance française, rencontre Valdemar Nechtschein (alias Victor Leduc, dit « Valdi ») puis René Glodek, avec qui elle coopère à la rédaction du journal Action, dont elle est secrétaire de rédaction. Elle se marie avec Valdemar. Ils ont deux filles, Anne, née en 1946, et Laure, née en 1951. Ils divorcent en 1980.
Devenue historienne d'art et ayant entre autres écrit en 1952 sur Van Gogh, elle en vient à s'intéresser à l'œuvre de son père non pas d'abord par goût esthétique mais pour mettre fin à un certain nombre de légendes qui l'entourent. Elle rédige donc en 1958 sa biographie, Modigliani senza leggenda (chez Vallecchi), qu'elle traduit elle-même en français en 1961 puis remanie en 1984 pour le centenaire de la naissance du peintre.
Jeanne Modigliani meurt le 27 juillet 1984, à 65 ans, à Paris, à l'hôpital de la Pitié-Salpêtrière où elle avait été hospitalisée à la suite d'une chute et d'une hémorragie cérébrale. Ses cendres ont été placées au crématorium-columbarium du Père-Lachaise (case n°21681).

## Publications
- Modigliani sans légende, Gründ, 157 p., 1961 — édition révisée en 1984, parue sous le titre Amedeo Modigliani, une biographie, Olbia/Vilo, 1998.
- Toscane, Rencontre, 191 p., 1965

### Traductions
- Carlo Levi (trad. Jeanne Modigliani), Le Christ s'est arrêté à Eboli, Paris, Gallimard, coll. « Du monde entier », 30 juillet 1948, 248 p. (ISBN 2070239276)
- Giovanni Arpino, La suora giovane (1959) Publié en français sous le titre Serena, traduit par Jeanne Modigliani, Paris, Éditions du Seuil, 1961 ; réédition, Paris, Seuil, coll. « Points. Roman » no 295, 1987  (ISBN 2-02-009869-5).